# Унтерєккенбах
Унтерєккенбах (нім. Unterjeckenbach) — громада в Німеччині, розташована в землі Рейнланд-Пфальц. Входить до складу району Кузель. Підпорядковується  об'єднанню громад Лаутереккен-Вольфштайн.
Площа — 7,38 км2. Населення становить 73 ос. (станом на 31 грудня 2020).